# National Military Command Center

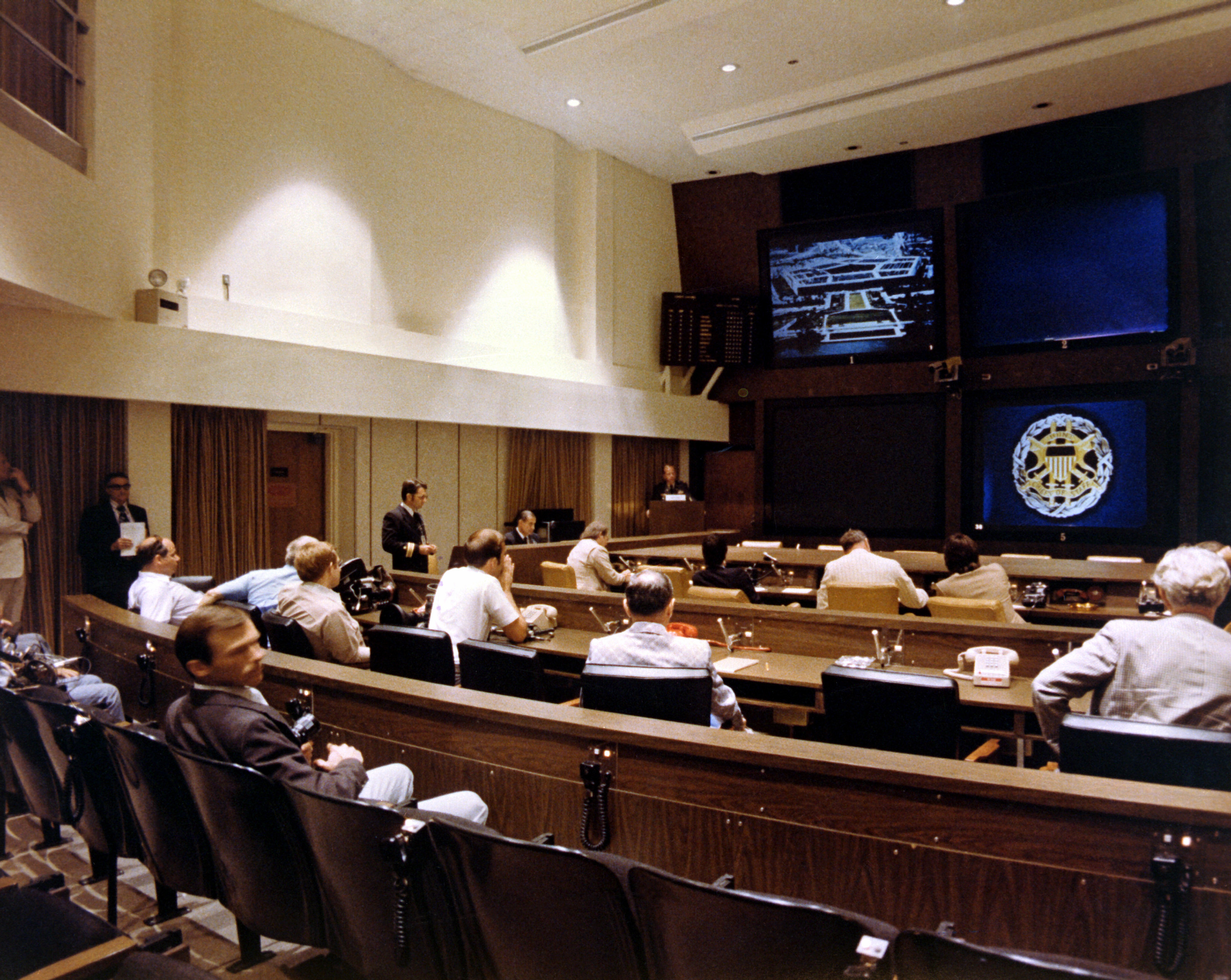
Der Konferenzraum von Innen.

Das National Military Command Center (NMCC, deutsch Nationales Militärkommandozentrum) befindet sich im Pentagon und beherbergt das logistische und kommunikationstechnische Zentrum der National Command Authority der Vereinigten Staaten. Die Einrichtung, die aus mehreren einzelnen Arbeits-, Planungs- und Konferenzräumen besteht, ist das operative Kontrollzentrum des Verteidigungsministeriums der Vereinigten Staaten. Es ist nicht direkt notwendig, um einen Nuklearschlag zu führen, jedoch ist es eine wichtige Kommunikations- und Operationszentrale in Washington, D.C. Zudem war das NMCC die amerikanische Endstelle des Heißen Drahtes zwischen der Sowjetunion und den Vereinigten Staaten.
Koordinaten: 38° 52′ 16,3″ N, 77° 3′ 20″ W